# Somero
Somero (/ˈsomero/) là một đô thị của Phần Lan, located in the tỉnh của Tây Phần Lan and part of the Tây Nam Phần Lan vùng. Đô thị này có dân số 9.684 người (thời điểm 31/12/2004) và diện tích 697,72 km², trong đó có 28,70 km² là diện tích mặt nước. Mật độ dân số là 14,47 người trên mỗi square km. Somero chỉ dùng tiếng Phần Lan

## Cư dân nổi bật
- Karita Mattila
- Unto Mononen
- M.A. Numminen
- Rauli "Badding" Somerjoki
- Kaari Utrio